# Banque de Nouvelle-Calédonie
 (février 2017).
La Banque de Nouvelle-Calédonie (acronyme : BNC) est une banque présente en Nouvelle-Calédonie et dont le siège social se situe à Nouméa. Par son activité de banque-assurance, la BNC contribue au développement du système bancaire calédonien  et, plus globalement, à l'économie de la Nouvelle-Calédonie. La BNC emploie, à fin 2016, 394 collaborateurs en Nouvelle Calédonie, dont environ 60% en front office, soit en relation directe avec les clients, et 40% en back office.

## Histoire

### Une filiale du Groupe BPCE
Détenue majoritairement par la Caisse d'épargne Île-de-France, la Banque de Nouvelle-Calédonie est née de la fusion de la Banque de Nouvelle-Calédonie et de la Caisse d'épargne Nouvelle-Calédonie en mai 2010.[réf. nécessaire]

### En Nouvelle-Calédonie
La Banque de Nouvelle Calédonie exerce une activité en Calédonie depuis 1974. Filiale du Crédit lyonnais et déjà dénommée Banque de Nouvelle-Calédonie à ses débuts, cette banque calédonienne a par la suite fusionné avec la Banque Paribas Pacifique avant d’être cédée à la Bank of Hawaii en 1997, puis rachetée par la Caisse nationale des caisses d’épargne et de prévoyance en novembre 2001. Depuis le 1er janvier 2002, la banque a retrouvé son ancienne dénomination (Banque de Nouvelle-Calédonie - BNC). En mai 2010, la BNC a fusionné avec la CENC (Caisse d’épargne de Nouvelle-Calédonie), avec effet rétroactif au 1er janvier de cette même année.

## Activité

### La banque de détail (BDD) ou le réseau d'agences
- Les particuliers
- Les professionnels
- La gestion privée

### La Banque de développement régional (BDR)
- Le Centre d'affaire entreprises (CAE)
- Les collectivités et institutionnels locaux (CIL)
- Les professionnels de l'Immobilier (PIM)

## Réseau
Le réseau BNC compte 17 agences (10 agences dédiées à la clientèle des particuliers, 4 dédiées à la clientèle des professionnels, 1 dédiée à la clientèle professions libérales et 2 "multi marchés"), 2 Centres d'affaires entreprises, et 11 guichets automatiques bancaires (GAB) en Nouvelle-Calédonie .